# Argentina als Jocs Paralímpics d'Atlanta 1996
La participació d'Argentina en els Jocs Paralímpics d'Atlanta 1996 va ser la desena actuació paralímpica dels esportistes argentins en la, també, desena edició dels Jocs Paralímpics.
La delegació argentina es va presentar en vuit esports (natació, atletisme, futbol 7, basquetbol en cadira de rodes, voleibol assegut, esgrima en cadira de rodes, tennis de taula), amb 56 esportistes, encara que amb sol set dones, persistint l'escassa representació femenina que havia caracteritzat a la delegació en els últims anys. Argentina va competir en 83 esdeveniments masculins i només 18 esdeveniments femenins.
L'equip paralímpic va obtenir nou medalles (dos d'or, cinc de plata i dos de bronze) i Argentina va ocupar la 38ª posició en el medaller general, sobre 104 països participants. Les medalles van ser obtingudes per la natació (quatre), l'atletisme (tres), el judo (un) i el tennis de taula (un). Els homes van guanyar quatre medalles (una d'or) i les dones van guanyar cinc medalles (una d'or). Individualment la nedadora Betiana Basualdo es va destacar guanyant tres medalles (una d'or), aquesta última amb rècord mundial.

## Medaller
| Medalla | Nom                      | Esport          | Esdeveniment                     |
| ------- | ------------------------ | --------------- | -------------------------------- |
| 1       | Betiana Basualdo         | Natació         | 100 m lliure S2 femení           |
| 1       | Néstor Suárez            | Atletisme       | 100 m T34 masculí                |
| 2       | Betiana Basualdo         | Natació         | 50 m lliure S2 femení            |
| 2       | Alejandra Perezlindo     | Natació         | 100 m lliure S2 femení           |
| 2       | Horaci Bascioni          | Atletisme       | Llançament de disc F51 masculí   |
| 2       | Fabián Ramírez           | Judo            | Més de 78kg masculí              |
| 2       | María Angélica Rodríguez | Atletisme       | Llançament de disc F34-35 femení |
| 3       | Betiana Basualdo         | Natació         | 50 m esquena S2 femení           |
| 3       | José Daniel Haylan       | Tennis de taula | individual masculí               |

## Quatre medalles en natació
L'equip de natació va obtenir quatre medalles, una d'or (100 m lliure), dos de plata (100 m lliure i 50 m lliure) i una de bronze (50 m esquena). Individualment es va destacar la nedadora Betiana Basualdo, guanyadora de tres medalles, entre elles la d'or amb rècord mundial. En la prova de 100 m Argentina va obtenir medalles d'or i plata. Gràcies a aquest acompliment, Argentina va classificar nº 23 en el medallero de natació, sent el país millor situat d'Amèrica Llatina i el Carib.

## Tres medalles en atletisme
L'equip d'atletisme va obtenir tres medalles, una d'or obtinguda per Néstor Suárez en 100 m lliure i dos de plata obtingudes per María Angélica Rodríguez i Horaci Bascioni, ambdues en llançament de disc.
| Atletisme Varons Llançament de disc F51 Participants: 5 | Atletisme Varons Llançament de disc F51 Participants: 5 | Atletisme Varons Llançament de disc F51 Participants: 5 | Atletisme Varons Llançament de disc F51 Participants: 5 | Atletisme Varons Llançament de disc F51 Participants: 5 |
| Atleta                                                  | País                                                    | Temps                                                   |                                                         |                                                         |
| ------------------------------------------------------- | ------------------------------------------------------- | ------------------------------------------------------- | ------------------------------------------------------- | ------------------------------------------------------- |
| 1                                                       | Ghader Raz                                              | Iran                                                    | RP 16.48                                                |                                                         |
| 2                                                       | Horaci Bascioni                                         | Argentina                                               | 14.54                                                   |                                                         |
| 3                                                       | Douglas Heir                                            | Estats Units                                            | 13.88                                                   |                                                         |
| Font: IPC.                                              |                                                         |                                                         |                                                         |                                                         |

## Medalla de plata en judo
L'equip de judo, en la seva primera participació paralímpica va obtenir una medalla de plata, aconseguida per Fabián Ramírez en la categoria homes fins a 78 quilos. En vuitens de final, Ramírez va vèncer per ippon a l'italià Michele Rosso. En quarts de final va vèncer per yuko a l'alemany Thomas Dahmen. En semifinal va vèncer novament per ippon a l'espanyol Eugenio Santana. En la final Ramírez va haver d'enfrontar al britànic Simon Jackson, guanyador de la medalla d'or en els dos jocs paralímpics anteriors, sent vençut per ippon.
| Judo Varons Fins a 78 kg Participants: 13 | Judo Varons Fins a 78 kg Participants: 13 | Judo Varons Fins a 78 kg Participants: 13 | Judo Varons Fins a 78 kg Participants: 13 |
| Atleta                                    | País                                      |                                           |                                           |
| ----------------------------------------- | ----------------------------------------- | ----------------------------------------- | ----------------------------------------- |
| 1                                         | Simon Jackson                             | Regne Unit                                |                                           |
| 2                                         | Fabián Ramírez                            | Argentina                                 |                                           |
| 3                                         | Eugenio Santana                           | Espanya                                   |                                           |
| 3                                         | Jonas Stoskus                             | Lituània                                  |                                           |
| Font: IPC.                                |                                           |                                           |                                           |

## Medalla de bronze en tennis de taula
Argentina hi havia es presentat a competir en tennis de taula en els Jocs de Tòquio 1964, obtenint dues medalles de plata. Amb posterioritat no va tornar a presentar-se en aquest esport fins a Barcelona 1992, ocasió en la que es va presentar en sis esdeveniments. José Daniel Haylan havia integrat aquest equip, quedant eliminat en trenta-dosens de final.
En aquesta ocasió, Haylan va competir en la prova individual i es va classificar a la fase eliminatòria en sortir segon en el seu grup, després de perdre davant el dinamarqués Jan Nauerby i vèncer a l'alemany Werner Knaak. Ja en quarts de final, Haylan va vèncer en dos sets al suís Rolf Zumkehr, per ser derrotat en semifinals pel finlandès Matti Launonen.
| Tennis de taula Varons Individual Participants: 12 | Tennis de taula Varons Individual Participants: 12 | Tennis de taula Varons Individual Participants: 12 | Tennis de taula Varons Individual Participants: 12 |
| Atleta                                             | País                                               |                                                    |                                                    |
| -------------------------------------------------- | -------------------------------------------------- | -------------------------------------------------- | -------------------------------------------------- |
| 1                                                  | Hae Gon Lee                                        | Corea del Sud                                      |                                                    |
| 2                                                  | Matti Launonen                                     | Finlàndia                                          |                                                    |
| 3                                                  | Fabián Ramírez                                     | Argentina                                          |                                                    |
| 3                                                  | Sung Hoon Kang                                     | Corea del Sud                                      |                                                    |
| Font: IPC.                                         |                                                    |                                                    |                                                    |

## Esportistes
La delegació esportiva de l'Argentina va estar integrada per: 
- Homes (49): Mario Anriquez, Juan Aranda, Auenamar Aristegui, Horacio Bascioni, Vitaliano Brandoli, Diego Canals, Fernando Carlomagno, Fabián Castilla, Santiago Catacata, José Ceballos, Diego Cettour, Nicolás Delella, Oscar Díaz, Luis Ferreyra, Ramón Garcete, Jorge Godoy, Eduardo Gómez, José Daniel Haylan, Roberto Herrera, Gustavo Jaime, Juan Jerez, Natalio Kirstein, Miguel López, Marcelo Maciel, Candelario Mamani, José Leonardo Marino, Vicente Masara, Héctor Miras, Santiago Morrone, Néstor Suárez, Guillermo Ortiz, Alberto Parodi, Alberto Pedraza, Ricardo Perdiguero, Omar Pochettino, Fabián Ramírez, Sebastián Facundo Ramírez, Mario Reynoso, Pablo Rizzo, Arreguito Rodrigeu, Honorio Romero, Mario Insulsa, Marcos Sotelo, Eduardo Sterli, Enrique Tommaseo, Gastón Torres, Luis Valenzuela, Marcelo Vera i Pablo Videla.[1]

- Dones (7): Betiana Basualdo, Ana María Chiodi de Brilla, Alicia de Paul, Rosa Legorburu, Makishi Marí, Alejandra Perezlindo, María Angélica Rodriguez.[1]